# 39290 Landsman
39290 Landsman è un asteroide della fascia principale. Scoperto nel 2001, presenta un'orbita caratterizzata da un semiasse maggiore pari a 3,1712291 au e da un'eccentricità di 0,0896481, inclinata di 10,44747° rispetto all'eclittica.